# Apostolska nunciatura v Turkmenistanu
Apostolska nunciatura v Turkmenistanu je diplomatsko prestavništvo (veleposlaništvo) Svetega sedeža v Turkmenistanu.
Trenutni apostolski nuncij je Paul Fitzpatrick Russell.

## Seznam apostolskih nuncijev
- Pier Luigi Celata (3. april 1997 - 3. marec 1999)
- Luigi Conti (15. maj 1999 - 8. avgust 2001)
- Edmond Y. Farhat (11. december 2001 - 26. julij 2005)
- Antonio Lucibello (27. avgust 2005 - 2015)
- Paul Fitzpatrick Russell (19. marec 2016 - danes)